# Cidade Dutra
Cidade Dutra é um distrito de classe média pertencente à Prefeitura Regional da Capela do Socorro, localizado na Região Sul do município de São Paulo, no Brasil.

## História
A história do distrito iniciou-se em meados de 1930, quando um grupo de empresários liderados por Luís Romero Samson criou a empresa Auto Estrada S/A. O objetivo era construir uma ligação entre São Paulo e o então município de Santo Amaro, ao qual o distrito de Cidade Dutra fazia parte.
Junto desse objetivo vieram outros projetos que ficaram conhecidos como "Projeto Interlagos". O projeto incluía a construção das avenidas Washington Luís e Interlagos, do Aeroporto de Congonhas e da "Cidade Satélite de Interlagos", compreendendo hotel, igreja e autódromo, em áreas destinadas para uso residencial, comercial e industrial. A construção da autoestrada para Santo Amaro iniciou-se em 1927 e foi concluída em 1933. O trajeto total tinha 14 quilômetros de extensão, começando na Avenida Brigadeiro Luís Antônio até o pedágio na Vila Sophia, próximo à Chácara Flora. Em 1940, foi construída uma variante em direção à represa, que dava acesso exclusivo à Cidade Satélite de Interlagos e ao autódromo, hoje conhecida como Avenida Interlagos.
A companhia Auto Estradas S/A negociou grandes glebas de terras com os proprietários dos terrenos que seriam cortados e, consequentemente, beneficiados com a construção da estrada de rodagem, acumulando um patrimônio imobiliário considerável, valorizado com a implantação dos seus próprios empreendimentos.
Paralelamente a atuação da empresa Auto Estradas, em 1904, é constituída a empresa Light and Power com os mesmos sócios da empresa canadense São Paulo Tramway, Light and Power Company que operava serviços de geração e distribuição de energia elétrica e serviços de bondes elétricos do município de São Paulo, uma revolução para a época, quando havia apenas bondes puxados a burro. Entre 1900 e 1930, a Light São Paulo realizou inúmeras obras de expansão dos serviços de energia elétrica na capital de São Paulo e municípios vizinhos, construindo em 1908 a represa de Guarapiranga e usinas hidrelétricas, como Edgar de Souza e Rasgão, localizadas no Rio Tietê, em Santana do Parnaíba, a 40 quilômetros da capital.
Mais tarde, na década de 1940, a Light São Paulo também foi responsável pela retificação do rio Tietê, Rio Pinheiros e pela construção da represa Billings e da usina hidrelétrica Henry Borden. Como proprietária a época das represas Billings e Guarapiranga, a Light and Power, adquiriu lotes de terrenos pertencentes a Auto Estradas S/A, com o objetivo de atender a demanda por moradia de seus funcionários, cuja construção foi financiada pela Caixa de Aposentadoria e Pensões dos Servidores Públicos em São Paulo. Em 25 de janeiro de 1949 teve início então, a construção de 500 casas planejadas, das quais 437 foram concluídas e entregues em 1.º de julho de 1950, estando a quase totalidade já habitadas por funcionários da Companhia de Gás, Companhia Telefônica, da “Light” e de funcionários da própria Caixa, todas elas construídas em ruas pavimentadas, com luz elétrica, água encanada e esgotos. Às 16 horas desta data, com a presença de autoridades federais e estaduais era inaugurada a Cidade Previdenciária Presidente Dutra, assim chamada em homenagem ao então Presidente Eurico Gaspar Dutra, dando início então ao bairro, que posteriormente viraria distrito Cidade Dutra.
No início, a distância deixou o distrito isolado, mas foram criadas linhas de ônibus que trouxeram na sua esteira a formação de outros bairros, fazendo da Cidade Dutra um pólo de desenvolvimento do então extremo da Zona Sul. Outros bairros foram surgindo frutos da especulação imobiliária, sem qualquer preocupação urbanística. O comércio começa a se formar em torno dos pontos de parada de ônibus, criando pontos de aglomerações que foram aos pouco se expandindo ao longo das vias principais.
É classificado pelo CRECI como "Zona de Valor E", assim como outros distritos da capital: Campo Limpo, Brasilândia e Itaim Paulista.

## Infraestrutura
No distrito, está localizado o Autódromo José Carlos Pace, também conhecido como Autódromo de Interlagos, onde, desde 1989, acontece o Grande Prêmio do Brasil de Fórmula 1, além de outras competições de automobilismo. É servido por duas estações de trem da Linha 9 - Esmeralda, operada pela ViaMobilidade: Estação Autódromo, localizada a seiscentos metros do Autódromo de Interlagos e a Estação Primavera-Interlagos, localizada no cruzamento da Avenida Presidente João Goulart com a Rua Jequirituba.
Também está localizado, no distrito, o SESC Interlagos, um local de diversão com 500 mil metros quadrados, com quadras, churrasqueiras, piscinas e muito verde e o Clube de Campo de São Paulo, este localizado no bairro de Vila São José. É cortado pela Avenida Senador Teotônio Vilela, sendo esta servida pelo Corredor Parelheiros-Rio Bonito-Santo Amaro, principal acesso da região a Santo Amaro.

## Demografia
Evolução demográfica do distrito de Cidade Dutra

## Distritos Limítrofes
- Jardim Ângela (oeste)
- Jardim São Luís (noroeste)
- Socorro (norte)
- Campo Grande (nordeste)
- Pedreira (leste)
- Grajaú (sul)
- Parelheiros (sudoeste)

## Bairros
- Chácara Meyer
- Chácara Monte Sol
- Cidade Dutra
- Conjunto Residencial Salvador Tolezani
- Granja Nossa Senhora Aparecida
- Jardim Alpino
- Jardim Amélia
- Jardim Ana Lúcia
- Jardim Angelina
- Jardim Beatriz
- Jardim Bichinhos
- Jardim Bonito
- Jardim Clipper
- Jardim Colonial
- Jardim Cristal
- Jardim Cruzeiro
- Jardim das Camélias
- Jardim das Imbuias
- Jardim das Praias
- Jardim do Alto
- Jardim Edilene
- Jardim Edith
- Jardim Floresta
- Jardim Graúna
- Jardim Guanabara
- Jardim Guanhembu
- Jardim Ícaraí
- Jardim Império
- Jardim Iporanga
- Jardim Jordanópolis
- Jardim Kika
- Jardim Kioto
- Jardim Lallo
- Jardim Leblon
- Jardim Mália
- Jardim Marcel
- Jardim Maria Rita
- Jardim Maringa
- Jardim Nizia
- Jardim Orion
- Jardim Panorama
- Jardim Pouso Alegre
- Jardim Presidente
- Jardim Primavera
- Jardim Progresso
- Jardim Quarto Centenário
- Jardim Real
- Jardim Rêgis
- Jardim Represa
- Jardim República
- Jardim Rio Bonito
- Jardim Rosalina
- Jardim Samambaia
- Jardim Santa Rita
- Jardim São Benedito
- Jardim São Rafael
- Jardim Satélite
- Jardim Toca
- Parque Alto
- Parque Atlântico
- Parque das Árvores
- Parque do Castelo
- Parque Esmeralda
- Parque Nações Unidas
- Parque Paulistinha
- Recanto dos Sonhos
- Rio Bonito
- Terceira Divisão de Interlagos
- Vila da Paz
- Vila Diana
- Vila Progresso
- Vila Quintana
- Vila Represa
- Vila Rubi
- Vila São José
- Vila Vera